# Euryproctus latigaster
Euryproctus latigaster är en stekelart som först beskrevs av Léon Abel Provancher 1886.  Euryproctus latigaster ingår i släktet Euryproctus och familjen brokparasitsteklar. Inga underarter finns listade i Catalogue of Life.